# Bakonycsernye
Bakonycsernye è un comune dell'Ungheria di 3.879 abitanti (dati 2001). È situato nella contea di Fejér.